# Ерназаров, Ельтай
Ельтай Ерназаров (настоящая фамилия Тышканбаев) (каз.  Елтай Ерназаров) (1887—1945) — советский политический деятель, председатель ЦИК (Центрального исполнительного комитета) Казакской АССР (1927—1934), председатель комиссии, руководившей конфискацией хозяйств крупных баев в 1928 г.

## Биография
Родился во 2-м ауле Бадамской волости Чимкентского уезда Сыр-Дарьинской области (ныне Толебийский район ЮКО). Происходит из рода торе. Малограмотный. В молодости был батраком, который пас табуны бая Ториманова в Аулие-Атинском уезде Сыр-Дарьинской области. В 1907—1919 годах был рабочим на кожевенном заводе. В 1919—1927 годах был секретарем аульной ячейки, председателем волкома Союза «Кошчи» (крестьянском), с должности секретаря волкома ВКП(б) избран на пост председателя ЦИКа республики.
В 1925 году в Казахстан прибыл Ф. И. Голощекин, политический руководитель, занимавшийся партийной деятельностью в Турккомиссии в Ташкенте. Как только приехал, он повел себя сурово, стал отодвигать в сторону выступивших против него, не действовавших по его указке сотрудников. Несработавшиеся с Голощекиным С. Кожанов, С. Садвакасов, Н. Нурмаков, А. Алибеков и другие были устранены из Казахстана. Председатель Центрального исполнительного комитета Жалау Мынбаев был снят с должности. На его место были выдвинуты два человека, одним из них был карсакпайский шахтер Хасен Сексенбаев, другим — секретарь волостного комитета в окрестностях Чимкента Ельтай Тышканбаев. Голощекину понравился скромный крестьянин Тышканбаев и, сказав, что такая фамилия не подобает председателю, заставил поменять фамилию Ельтая на Ерназаров.
Редактором первого номера первой сельскохозяйственной газеты «Ауыл тілі» (1926—1929) в 1926 году был утвержден будущий председатель ЦИК КазАССР Ельтай Ерназаров.

## Потомки
Единственный сын Мырзаби Ерназаров (1922—1943), будучи зам. политрука и командиром второго противотанкового орудия, героически погиб в ВОВ.

## Автор научных статей
Ерназаров, Елтай. Оседание в Казахстане: Доклад на VIII Всеказахском съезде Советов / Ерназаров, Елтай. — Алма-Ата: ОГИЗ, 1931. — 16 с.

## Увековечивание памяти
- Название Ельтай носят села в Акмолинской области (3 села), Алматинской области (2 села; 1 село в 2007 году было переименовано на Каражиде, Южно-Казахстанской области (3 села), Западно-Казахстанской области (2 села), Восточно-Казахстанской области (1 село) и Атырауской области (1 село).
- Общая средняя школа им. Е. Ерназарова (село Кольтоган Ордабасинского района ЮКО).

## Критика
По мнению историка Таласа Омарбекова, следующую группу в окружении Филиппа Голощекина составляли чистейшей воды бюрократы. Они не выступали против первых руководителей республики, строго придерживались директив, не критиковали указания Голощекина. Эти люди глубоко знали психологию своего народа, его быт и культуру. Они понимали, что конфискация и насильственная коллективизация, форсирование социальных и экономических процессов приведут казахские аулы к катастрофе, но приняли наблюдательную позицию, не высказывали своё мнение и не выступали против первого руководителя республики.
По словам историка Таласа Омарбекова, такие аппаратчики, как Ораз Исаев, Габбас Тогжанов, Абдолла Асылбеков, Абдрахман Байдильдин, Измухан Курамысов, Сейткали Мендешев, Абдрахман Айтиев, Елтай Ерназаров, Хамза Жусипбеков, были «карьеристами, ценившими свои высокие места выше чаяний народа».